# So Under Pressure
«So Under Pressure» — танцевальная композиция австралийской певицы Данни Миноуг. Песня была написана самой Данни, Терри Рональдом и LMC, и спродюсирована Ли Монтэвердэ для сборника хитов Данни, The Hits & Beyond. Позднее был включён в альбом Club Disco.
Песня была выпущена синглом 12 июня 2006 года. Сингл вошёл в топ-40 Австралии, России, Великобритании и Ирландии, и стал семнадцатым клубным хитом № 1 Данни в Upfront Club Chart.
Клип был срежиссирован Филом Гриффином и самой певицей. «Это был самый тяжёлый клип из всех где мне приходилось сниматься» — сказала Данни.
Песню So Under Pressure Данни посвятила героической борьбе её сестры, Кайли, с раком молочной железы.

## Клип
Начало клипа показывает Миноуг лежащей в белой комнате, одетой в чёрный купальник. Далее Данни лежит на вершине белой платформы вместе с питоном, обвивающим её тело. В видео присутствуют сцены где Данни вместе с танцовщицами прогуливается по подиуму и позирует фотографу в хаотично сменяющихся нарядах. В конце клипа певица оказывается в прозрачном ящике из акрилового стекла.
В целом костюмы и декорации клипа выдержаны в черных, белых и красных тонах, с лёгким уклоном в 60-е.

## Рецензии
TopHit.ru (Russian Airplay Chart):
"С высоты жизненного опыта прожитых лет Данни Миноуг смотрит свежим взглядом на своё творчество и понимает… в общем, есть к чему стремиться и нужно начинать сначала – в новом видео So Under Pressure она предстаёт в “совершенно новом имидже подрастающей девушки-вамп”. Видео уже крутится в горячей ротации самого модного и продвинутого музыкального телеканала России BRIDGE TV, а Данни собирает падающих штабелями к её ногам новых поклонников. По этим самым “штабелям” она в очередной раз вскарабкается на вершины чартов. А вершины, как говорится, не за горами. So Under Pressure – произведение совершенно нетипичное для этой дамы. Есть чему удивиться!"

## Позиции в чартах
| Чарты (2006)             | Наивысшая Позиция |
| ------------------------ | ----------------- |
| Australian Singles Chart | 16                |
| Irish Singles Chart      | 31                |
| Irish Dance Chart        | 6                 |
| UK Singles Chart         | 20                |
| UK Upfront Club Chart    | 1                 |
| Russian Airplay Chart    | 38                |